# 梁稳根
梁稳根（1956年12月—），湖南涟源人，三一集团主要创始人暨董事长、湖南首富。2011年福布斯中国、胡润中国内地首富。全国人大代表（1998年3月至今）、全国工商联常务执委、中国青年企业家协会副会长、全国劳动模范、CCTV中国经济年度人物等荣誉。

## 生平
梁稳根1956年12月出生在湖南省涟源县茅塘镇道童村；父亲梁柳清、母亲肖圭元共育子女7人（6男1女），排行第四。恢复高考后的1979年，梁稳根考入的中南矿冶学院金属材料系（今中南大学），1983年7月大学毕业后分配入兵器工业部涟源洪源机械厂工作。1986年辞职创业，1986年3月与其他3人合伙创办涟源特种焊接材料厂，1989年工厂收入突破1000万元。1993年，工厂总部迁至长沙星沙，企业更名为“三一集团”，企业涉足工程机械领域。2005年6月10日，三一重工股权分置改革方案通过。2007年，梁稳根以个人财富188亿元位居湖南首富。
梁稳根他和几个志同道合的伙伴辞职创业，初期干过贩羊、做酒和生产玻璃纤维，均以失败告终。1986年，梁与其他3位伙伴凑齐6万元，在涟源成立茅塘焊接材料厂生产焊条，第一个产品为105铜基焊条，首批产品质量不过关遭退货困扰。在母校（中南大学）翟登科教授指导下产品质量获得保证，1986年9月掘到了第一桶金——第一笔8000元货款，之后涉足重工业制造领域。1989年梁和其合作伙伴共创企业收入突破1000万元。 1993年，企业更名为“三一集团”，以涟源为基地的企业改造为“三一材料集团有限公司”，集团总部迁入长沙（区号0731），之后企业进入快速发展轨道。2018年2月24日，当选为第十三届全国人大代表。

## 言论
2012年11月11日，中共十八大期间，又是光棍节，梁稳根接受记者采访时说：“我很早就想入党，因为中国共产党是有理想、求上进的。”“你到外面去说我是共产党员，相对于非共产党员来说，人家会更尊敬你。如果年轻男人是共产党员，找对象都要更方便一些。大部分的共产党员找的老婆，都要比非共产党员的老婆要漂亮一些。中国的女孩子也很爱共产党员。”“我想和中国共产党一起成长。可惜，大学时代我成绩不好，上班2年之后就辞职当起了个体户。而在相当长一段时间，民企是不能入党的。所以，我拖了18年才入党。很多媒体传我接受组织考察，说我要从政，这都是捕风捉影。”此番言论引发公众热议。

## 外部連結
- 梁穩根：我是個“大個體戶” 華夏經緯網 （页面存档备份，存于）

| 商界職務 | 商界職務                                        | 商界職務      |
| -------- | ----------------------------------------------- | ------------- |
| 新頭銜   | 三一重工股份有限公司总裁 2003年7月－2007年12月  | 繼任： 向文波 |
| 新頭銜   | 三一重工股份有限公司董事长 2003年7月－2022年1月 | 繼任： 向文波 |
| 新頭銜   | 三一集团董事长 1991年9月－现在                  | 現任          |